# Marsilea coromandeliana
Marsilea coromandeliana là một loài dương xỉ trong họ Marsileaceae. Loài này được auctt. mô tả khoa học đầu tiên..
Danh pháp khoa học của loài này chưa được làm sáng tỏ. 